# Fish Springs (Nevada)
Fish Springs es un lugar designado por el censo ubicado en el condado de Douglas en el estado estadounidense de Nevada. En el año 2010 tenía una población de 648 habitantes.

## Geografía
Fish Springs se encuentra ubicado en las coordenadas 38°57′13″N 119°39′4″O / 38.95361, -119.65111.